# Perigrapha yoshimotoi
Perigrapha yoshimotoi är en fjärilsart som beskrevs av Hermann Hacker och Márton Hreblay 1996. Perigrapha yoshimotoi ingår i släktet Perigrapha och familjen nattflyn. Inga underarter finns listade i Catalogue of Life.